# Majorca Open 1998 - Qualificazioni doppio
Le qualificazioni del doppio  del Majorca Open 1998 sono state un torneo di tennis preliminare per accedere alla fase finale della manifestazione. I vincitori dell'ultimo turno sono entrati di diritto nel tabellone principale. In caso di ritiro di uno o più giocatori aventi diritto a questi sono subentrati i lucky loser, ossia i giocatori che hanno perso nell'ultimo turno ma che avevano una classifica più alta rispetto agli altri partecipanti che avevano comunque perso nel turno finale.
Le qualificazioni del doppio del torneo Majorca Open 1998 prevedevano 4 coppie partecipanti di cui una è entrata nel tabellone principale.

## Teste di serie
1. Tom Vanhoudt /  Fernon Wibier (primo turno)

1. Eduardo Nicolas-Espin /  German Puentes-Alcaniz (primo turno)

## Qualificati
1. Carlos Martinez-Comet  /   Dušan Vemić

## Tabellone

### Legenda
| - Q = Qualificato - WC = Wild card - LL = Lucky loser | - ALT = Alternate - SE = Special Exempt - PR = Protected Ranking | - w/o = Walkover - r = Ritirato - d = Squalificato |

|  | Primo turno | Primo turno                                  | Primo turno | Primo turno | Primo turno |  |  | Ultimo turno                      | Ultimo turno                      | Ultimo turno | Ultimo turno | Ultimo turno |  |
|  |             |                                              |             |             |             |  |  |                                   |                                   |              |              |              |  |
|  |             | Carlos Martinez-Comet Dušan Vemić            | 7           | 4           | 7           |  |  |                                   |                                   |              |              |              |  |
|  | 1           | Tom Vanhoudt Fernon Wibier                   | 6           | 6           | 6           |  |  | Carlos Martinez-Comet Dušan Vemić | Carlos Martinez-Comet Dušan Vemić | 6            | 3            | 7            |  |
|  |             | Francisco Clavet Fernando Vicente            | 6           | 1           | 7           |  |  | Francisco Clavet Fernando Vicente | Francisco Clavet Fernando Vicente | 2            | 6            | 5            |  |
|  | 2           | Eduardo Nicolas-Espin German Puentes-Alcaniz | 1           | 6           | 6           |  |  |                                   |                                   |              |              |              |  |